# Una donna chiamata moglie
Una donna chiamata moglie (Zandy's Bride) è un film del 1974 distribuito in Italia l'anno successivo, diretto dallo svedese Jan Troell e interpretato da Liv Ullmann, Gene Hackman, Eileen Heckart, Harry Dean Stanton, Susan Tyrrell. Il film è tratto dal romanzo di Lillian Bos Ross The Stranger.

## Trama
Nella California del secolo scorso, il rozzo allevatore Zandy pensa di cercare moglie tramite un annuncio sul giornale. Giunge una dolce e bella giovane, Hannah Lund, che si scontra con la misoginia e il caratteraccio di Zandy. La nascita di due gemelli, un maschio ed una femmina, però, saprà far venir fuori la sua parte più sentimentale: Zandy trova il coraggio di dichiarare il suo amore alla donna, che può finalmente diventare "moglie".